# 鄢・郢の戦い
鄢・郢の戦い（えん・えいのたたかい）は、紀元前279年から紀元前278年に秦の将軍白起が楚を攻め、楚の国都郢（現在の湖北省荊州市荊州区）を落とした戦い。楚の洞庭湖の周囲の水沢地帯、長江の南や北の安陸（現在の湖北省孝感市安陸市・雲夢県一帯）にいたるまでの広大な土地を奪取した。この戦いで楚の国力は大損した。

## 背景
秦と楚の関係は、張儀によって楚が欺かれて以来良いものではなかった。伊闕の戦いで秦が大勝を得て以来、楚の頃襄王は秦の強大さを畏れ、秦に改めての講和を求めた。紀元前292年、楚の頃襄王は使者を秦国に送り、秦の王女を娶らせ、秦楚両国の講和を結ばせた。それ以来、両国は融和な関係を維持してきた。紀元前285年、秦の昭襄王と楚の頃襄王は宛（現在の河南省南陽市宛城区一帯）で会見し、両国の平和を誓った。紀元前283年、両国の国君は楚の鄢城（現在の湖北省襄陽市宜城市南東）と秦の穣（現在の河南省南陽市鄧州市）で会見した。
紀元前281年、楚の頃襄王は弱い弓と細い弓で、飛んでいる雁を射る人を召抱えた。その人は楚の頃襄王に自分の射る雁は小さいものとして、王が射止めるべきものは諸侯と提言した。楚の領土は四方に五千里、武装している兵は百万人の万乗の国といい、楚は秦を討つことで覇者になれるとした。楚の頃襄王は父の懐王が秦に幽閉されたまま死んだという屈辱を思い出し、秦と断交することを決定した。また各国に使者を派遣し合従の盟約を締結し、秦を攻撃しようとした。秦の昭襄王はその動きを察知し、楚に出兵することを決定した。
紀元前280年、秦将司馬錯は蜀兵を集結し、隴西郡より出兵し、楚の黔中郡を奪った。楚の頃襄王は上庸（現在の湖北省十堰市竹山県南東）と漢江の北の土地を秦に割譲した。紀元前279年、全力を以て対楚戦争を行う為に、秦の昭襄王は趙の恵文王と澠池（現在の河南省三門峡市澠池県）で修好し、両国は一時休戦した。

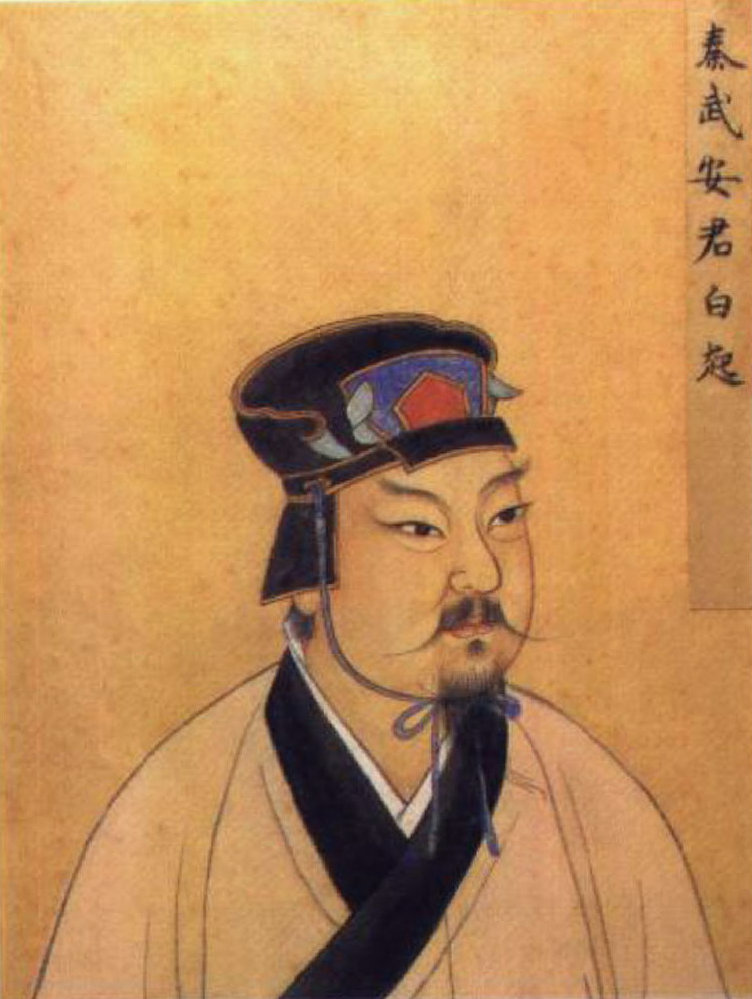
鄢郢の戦いの秦の総大将白起

## 鄢・郢の戦い
この当時の楚の国内政治は腐敗していた。楚の頃襄王は国政を顧みず、大臣は傲り、嫉妬しあい、功を争った。佞臣が政権を掌握し、賢良な忠臣は排斥を受けた。その結果、国内の民心も離れ、都市は年々荒廃していった。白起は秦楚両国の形勢を分析し、直接楚の中枢を陥す策略を採用した。紀元前279年、数万の軍を率いて、漢江に沿って東下した。沿岸の主要拠点を攻め取った。白起は秦軍に橋梁を排除して、船を焼き払い、帰路を断った。これは決死の戦いの覚悟を決めるためであった。楚軍は本土での戦いであり、兵は自分の家族を思い、戦意が低かった。秦軍の猛攻に反撃できず、撤退した。秦軍は長距離を直行し、迅速に漢水流域の要地鄧城（現在の湖北省襄陽市樊城区北西）を攻め取った。楚の別都鄢城へ向かった。鄢城は楚の国都の郢の間近であり、楚は重兵を集結させ、秦軍の南下を阻止した。秦軍はなかなか楚の防壁を抜くことができなかった。白起は蛮河河水従西山長谷自城西流向城東の有利な条件を利用した。鄢城の西に百里の位置に堤を築き、水を蓄え、長い河を造り鄢城まで通した。そして、河を壊し鄢城に水を流した。鄢城の北東角が潰破して、城中の軍民は数十万人が淹死した。鄧城・鄢城が落ち、楚人が大量に死亡したため、白起は罪人を赦免して両城に移した。また軍を率いて西陵（現在の湖北省武漢市新洲区西）を攻め取った。
紀元前278年、白起は再次出兵して、楚を攻めた。楚の国都郢を陥落させて、先王の陵墓がある夷陵（現在の湖北省宜昌市夷陵区）を焼き払った。兵を東に向かわせ竟陵（現在の湖北省潜江市北東）に至り、楚の頃襄王は陳（現在の河南省周口市淮陽区）への遷都を余儀なくされた。この戦いで秦は楚の洞庭湖の周囲の水沢地帯・長江の南や北の安陸の大片の土地を占領した。そこに南郡を置き、白起は武安君に受封された。愛国詩人屈原は楚の将来に絶望して、石を抱いて汨羅江に入水自殺した。

## 戦後
鄢・郢の戦いは楚の国力を大きく損い、秦は大戦果を挙げた。紀元前277年、秦の昭襄王は白起を総大将、蜀郡郡守張若を副将に任命し、楚の巫郡と黔中郡を攻め取った。翌年、楚の頃襄王は残兵十余万人を集めて巴東郡の十五城邑を奪還し、秦の攻撃を防ぐために郡に併合した。華陽の戦い後、春申君は秦の昭襄王に書を送り、秦と楚の交戦は韓・魏・斉を壮大にするものと説いた。春申君の計らいにより秦の昭襄王と楚は改めて盟を結び、休戦した。